# Parapercis maculata
Parapercis maculata és una espècie de peix de la família dels pingüipèdids i de l'ordre dels perciformes.

## Descripció
- Fa 20 cm de llargària màxima i, en vida, és de color marró clar amb 6 taques marrons, irregulars i semicirculars al llarg del dors, les quals s'uneixen als punts marrons foscos que té als 2/3 inferiors del cos. Cap de color marró ataronjat amb petits punts marrons i foscos al musell i el clatell. Presenta 7 franges estretes de color blanc blavós: 3 a l'opercle i al preopercle i 4 des de les àrees ventral i anterior dels ulls. 5 espines i 21 radis tous a l'aleta dorsal i 1 espina i 17 radis tous a l'anal. 16-17 radis a les aletes pectorals, tots ramificats llevat dels situats més amunt. La quarta espina de l'aleta dorsal és la més allargada del conjunt. Aletes dorsal i anal blanquinoses i translúcides. Aleta caudal emarginada a la meitat dorsal i arrodonida a la ventral. Aletes pelvianes arribant a penes a l'anus. Part tova de l'aleta dorsal amb taques rodones de color taronja. Petites taques irregulars blanques a l'aleta anal. El terç inferior de l'aleta caudal és de color marró fosc amb petites taques blanquinoses al llarg dels radis (la resta de l'aleta és de color gris clar i amb petites taques de color blanc i taronja al llarg dels radis). 30 vèrtebres. 57-58 escates a la línia lateral. Escates ctenoides a l'opercle.[7][8][9]

## Alimentació
El seu nivell tròfic és de 3,42.

## Hàbitat i distribució geogràfica
És un peix marí, costaner, associat als esculls (fins als 25 m de fondària) i de clima tropical, el qual viu a l'Índic occidental: els estuaris poc fondos i badies arrecerades d'Oman, Tanzània, Madagascar, l'Índia, Sri Lanka i, probablement també, Indonèsia. Els informes d'aquesta espècie al Japó, Hong Kong i Taiwan són fruit d'identificacions errònies.

## Observacions
És inofensiu per als humans.